# Suðuroyartunnilin
Der Suðuroyartunnilin ist ein geplanter Straßentunnel zwischen den Inseln Suðuroy und Sandoy auf den Färöern.

## Planungsphase
In den 1990er Jahren begannen die Färinger mit dem Bau einer ganzen Reihe von Tunneln, um ihre Inseln per Straßenverkehr miteinander zu verbinden. Mittlerweile sind die meisten Inseln an ein durchgehendes Tunnelnetz angeschlossen; seit Dezember 2023 ist mit der Fertigstellung des Sandoyartunnilin auch die Insel Sandoy mit der Hauptinsel Streymoy verbunden. Der Suðuroyartunnilin stellt praktisch die Fortführung dieser Straßenverbindung dar, denn er soll Sandoy mit der abgeschiedenen Südinsel Suðuroy verbinden.
Seine Fertigstellung stellt das letzte Puzzlestück der färöischen Tunnelbauten dar. Es wäre dann erstmals möglich, von jeder wichtigen Insel zu jeder anderen unterbrechungsfrei mit dem Auto zu fahren.

## Rekorde
Mit einer voraussichtlichen Länge von 22,5 km würde er nach der Fertigstellung einer der längsten Straßentunnel der Welt werden – mit Stand 2022 ist nur der Lærdalstunnel in Norwegen mit 24,51 km noch länger. Zudem würde er der längste Unterwasserstraßentunnel der Welt, falls er vor dem seit 2021 bereits im Bau befindlichen 27,7 km langen Boknafjordtunnel fertiggestellt wird (geplant für 2033). Der ebenfalls in Norwegen befindliche 19,8 km lange und 2020 fertiggestellte Ryfylketunnel wird deutlich übertroffen.